# ACI – The Financial Markets Association
ACI – The Financial Markets Association ist eine global tätige Finanzmarktvereinigung und zugleich Berufsverband für Teilnehmer am Devisen- und Geldmarkt. Der ACI gehören mehr als 9.000 Mitgliedern an; in 63 Ländern besteht eine eigene nationale Vereinigung. Der ACI-Dachverband wurde 1955 als Association Cambiste Internationale gegründet und hat seinen Sitz in Paris.
Zu den wichtigsten Aktivitäten des Verbandes zählen die Selbstregulierung durch einen verbindlichen Verhaltenskodex, die Teilnahme an internationalen Gremien, die Ausbildung der Mitglieder sowie Fachausschüsse zu verschiedenen Themen.
Anlässlich der Einführung des Euros im Jahre 1999 war der Verband Projektmanager zur Einführung des EURIBOR als Alternative zum LIBOR. Der EURIBOR hat sich sofort an den Finanzmärkten als Euro-Referenzzinssatz etabliert. Ebenfalls wird seither der EONIA als volumengewichteter Euro-Tagesgeldzinssatz ermittelt. Die tägliche EONIA-Berechnung hat der ACI der Europäischen Zentralbank delegiert. Für die Regulierung des Schweizer Gegenstückes des EONIA, den TOIS, ist ebenfalls der ACI zuständig, wobei auch hier die tägliche Berechnung weiterdelegiert wurde.